# Riba-Roja Pot
Riba-roja Puede / Riba-roja pot es un partido político de España de carácter asambleario y ámbito municipal en la localidad de Ribarroja del Turia en la Provincia de Valencia. Se presentó por primera vez a las elecciones locales de mayo de 2015. El partido fue constituido inicialmente como una Agrupación de electores en febrero de 2015 promocionada por el Consejo Ciudadano de Podemos Riba-roja.

## Ideología
El partido político RIBA-ROJA POT se define como de carácter asambleario, tomando el sentido del voto de los concejales en asambleas abiertas a la ciudadanía. Entre otras decisiones tomaron el sentido del voto de la elección del Alcalde Robert Raga Gadea en un Referéndum .

## Elecciones municipales 2015
En las elecciones municipales de mayo de 2015, el partido obtuvo 3 concejales de los 21 con los que cuenta el Consistorio. Rubén Ferrer Pérez, Concepción Noguera Puchol y Andrés Fernández Márquez. Pese a no haberse presentado Podemos (partido político) a las elecciones municipales, los tres concejales, agrupados dentro de RIBA-ROJA POT, son miembros del Consejo Ciudadano de Podemos en la localidad de Ribarroja del Turia.